# Nummis andelshandel
Nummis andelshandel (finska: Nummen osuuskauppa) var en andelshandel (kooperativ handelsbod) som grundades 1905 i Nummis i landskapet Nyland i Finland. Företagets huvudbutik var beläget i byn Oinola. Företaget hade även filialer i Saukkola, Jättölä, Hyrsylä, Koisjärvi och Järvenpää.
År 1964 slogs Nummis andelshandel samman med andelslaget Osuuskauppa Seutu, som i sin tur sammanslogs med andelslaget Salon Seudun Osuuskauppa år 2004.

## Historia
Den 2 april 1905 hölls ett möte för att grunda Nummis andelslag i Nummis kommunstuga. Vid grundandet hade andelslaget 41 medlemmar. Under det första året var omsättningen för andelslaget över 80 000 mark och innan första världskriget ökade omsättningen i genomsnitt till 200 000 mark. Förutom att sälja produkter till sina medlemmar sålde andelslaget också medlemmarnas produkter till bland annat större handelslag i Helsingfors. År 1914 var värdet av de externt sålda jordbruksprodukterna 10 000 mark. På 1930-talet grundades ett kafé och bageri mittemot huvudbutiken i Oinola.
Nummis andelslags första butiksföreståndare var handelsmannen Anton Ahokas. Han arbetade för andelslaget mellan 1905 och 1918. År 1964 sammanslogs Nummis andelslag med andelslaget Osuuskauppa Seutu.